# Miguel Bazzano
Miguel Ángel Bazzano (Montevideo, Uruguay) es un exfutbolista uruguayo, jugaba de guardameta.

## Selección nacional
Ha sido internacional con la selección de fútbol de Uruguay, jugando 8 partidos entre 1967 y 1968. Bajo la dirección técnica de Juan Carlos Corazzo consiguió el título de la Copa América en 1967, jugando ante Bolivia, Venezuela y Chile. En el último partido Uruguay derrotó 1:0 a la selección de fútbol de Argentina en el estadio Centenario de Montevideo.

### Participaciones en Copa América
| Copa                         | Sede    | Resultado |
| ---------------------------- | ------- | --------- |
| Campeonato Sudamericano 1967 | Uruguay | Campeón   |

## Estadísticas

### Clubes
| Club    | País    | Año         |
| ------- | ------- | ----------- |
| Danubio | Uruguay | 1966 - 1967 |